# Taiwanische Badmintonmeisterschaft 1968
Die Taiwanische Badmintonmeisterschaft der Saison 1967/1968 fand vom 16. bis zum 19. November 1967 Taipeh statt. Es war die 13. Auflage der nationalen Titelkämpfe von Taiwan im Badminton.

## Titelträger
| Disziplin    | Sieger                       |
| ------------ | ---------------------------- |
| Herreneinzel | Lim King Che                 |
| Dameneinzel  | Hiroe Yuki                   |
| Herrendoppel | Kenji Suzuki Itsusei Nishino |
| Damendoppel  | Hiroe Yuki Mitsue Kondo      |
| Mixed        | Kenji Suzuki Hiroe Yuki      |